# گمینا بوسکو-زدروی
گمینا بوسکو-زدروی (به لهستانی:  Gmina Busko-Zdrój) یک گمینا در لهستان است که در شهرستان بوسکو واقع شده‌است. گمینا بوسکو-زدروی ۲۳۵٫۸۸ کیلومتر مربع مساحت و ۳۲٬۵۱۲ نفر جمعیت دارد.